# Lokschuppen Bielefeld

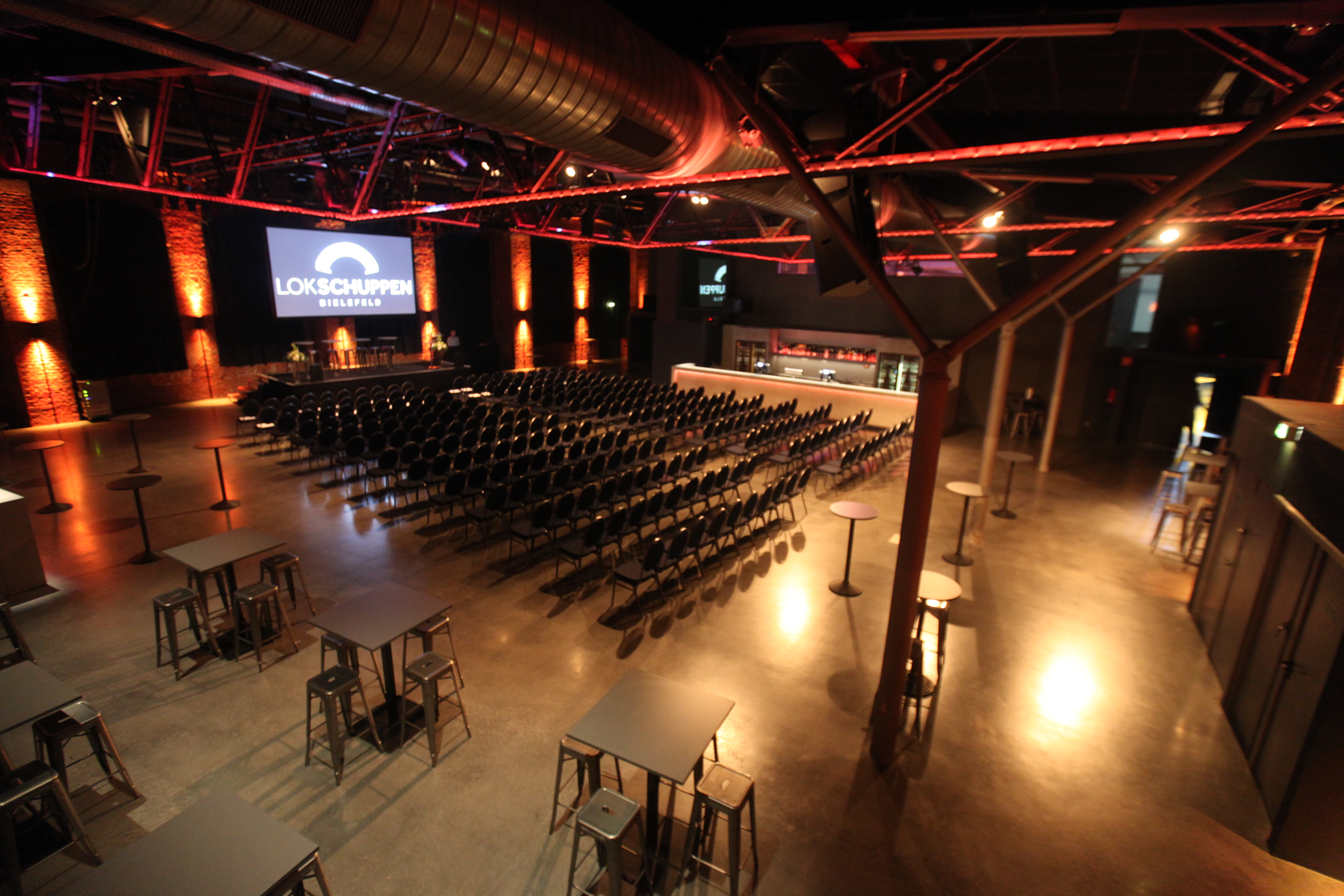
Lokschuppen Bielefeld, Innenansicht

Der Lokschuppen Bielefeld ist ein ehemaliger Ringlokschuppen des Bahnbetriebswerks Bielefeld in der ostwestfälischen Stadt Bielefeld, der als Event-, Konzert- und Club-Location genutzt wird. Er ist ein geschütztes Baudenkmal im Stadtbezirk Bielefeld-Mitte.

## Geschichte
Der zum ehemaligen Bahnbetriebswerk Bielefeld gehörende Ringlokschuppen wurde von 1905 bis 1907 östlich des Bielefelder Hauptbahnhofs im Bezirk Mitte in der Stadtheider Straße errichtet. Das Bauwerk diente ursprünglich der Wartung von Dampf- und Diesellokomotiven. Der Schuppen hatte zu dieser Zeit neun Gleise mit einer Nutzlänge von ca. 23 m sowie ein etwa 13 m langes Werkstattgleis. Ferner gehörten ein Übernachtungsgebäude für Lokführer sowie ein Verwaltungsgebäude zum Lokschuppen. Auf Grund eines gestiegenen Bedarfs und größerer Lokomotiven wurde der Lokschuppen im Jahr 1923 auf 22 Stände erweitert sowie eine 23 m große Gelenkdrehscheibe eingesetzt, welche bis heute erhalten ist. Da im Zweiten Weltkrieg Bahnanlagen ein bevorzugtes Ziel der alliierten Bombenangriffe waren, blieb auch der Lokschuppen nicht von diesen Folgen verschont. Nach Kriegsende waren sowohl Dach und Wände als auch Tore und Fenster zerstört. Bedingt durch die Materialknappheit nach dem Krieg verzögerte sich der Wiederaufbau bis in die 50er Jahre. In den 1970er Jahren zogen Dieselloks in den Lokschuppen ein und besondere Brandschutzmaßnahmen mussten getroffen werden. Nach der Einstellung der Dampflokunterhaltung wurde Platz frei für die Lagerung von Diesellokteilen. Die Dieseltanks ersetzten nunmehr die Kohlelager. Nach vielen Jahrzehnten der Nutzung gab die Deutsche Bundesbahn im Jahr 1985 ihr Bielefelder Betriebswerk und somit auch den Ringlokschuppen in Folge von Rationalisierungs- und Umorganisationsmaßnahmen auf.

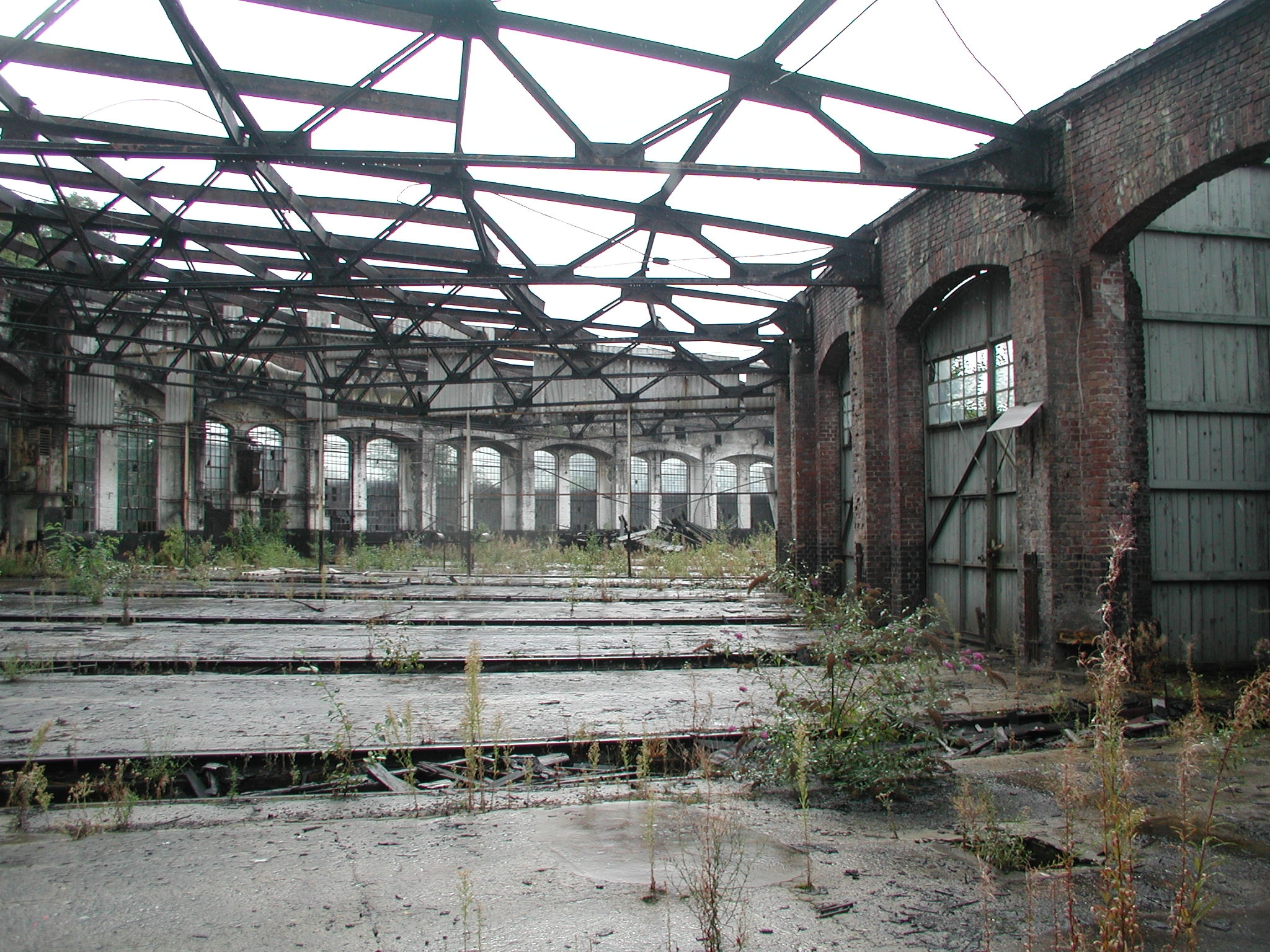
Lokschuppen Bielefeld vor der Rekonstruktion, 2001

In darauffolgenden Jahren wurde der Lokschuppen neben weiteren Teilen der Bebauung als erhaltenswert eingestuft und im April 1988 unter Denkmalschutz gestellt. Obgleich nun denkmalgeschützt, verfiel die kulturhistorisch relevante Anlage nach dem Rückzug der Deutschen Bahn zunehmend. Zu Beginn des neuen Jahrtausends befand sich das Gebäude in einem sehr schlechten Zustand. So war im Laufe der Jahre inzwischen das Dach komplett eingestürzt und große Teile des Innen- und Außenbereiches von Pflanzen überwuchert. Um das Gebäude zu retten, erwarb ein Immobilienmakler gemeinsam mit einem Architekten das Gelände. Nach Jahren des Leerstands wurde der historische Lokschuppen daraufhin in enger Zusammenarbeit mit den Denkmalbehörden umfassend restauriert. Initiiert von den Betreibern der ehemaligen Bielefelder Kult-Diskothek PC69 eröffnete Ende Oktober 2003 nach zweijähriger Planungs- und Umbauphase der Ringlokschuppen als modernes Veranstaltungszentrum. Nach Rechtsstreitigkeiten mit dem damaligen Vermieter, einem Immobilienfond aus Holland, folgte 2017 nach 14 Jahren die Einstellung des Betriebes.
Im Jahr 2018 wurde das über 100 Jahre alte, teils marode Gebäude komplett entkernt, umfangreich umgebaut und im selben Jahr unter dem neuen eingekürzten Namen Lokschuppen als multifunktionale Event-, Konzert und Club-Location neu eröffnet. Im Zuge der umfassenden Sanierung des ehemaligen Bahnbetriebswerks wurde dabei besonderer Wert auf die architektonische Herausarbeitung der Historie und Herkunft des denkmalgeschützten Gebäudes gelegt. Seit 2018 ist der Lokschuppen im Besitz von vier Unternehmern aus Bielefeld. Betrieben wird die Location seitdem von der Lokschuppen Event GmbH, einer Schwestergesellschaft der Eventagentur fast4ward aus Bielefeld.

## Heutige Nutzung

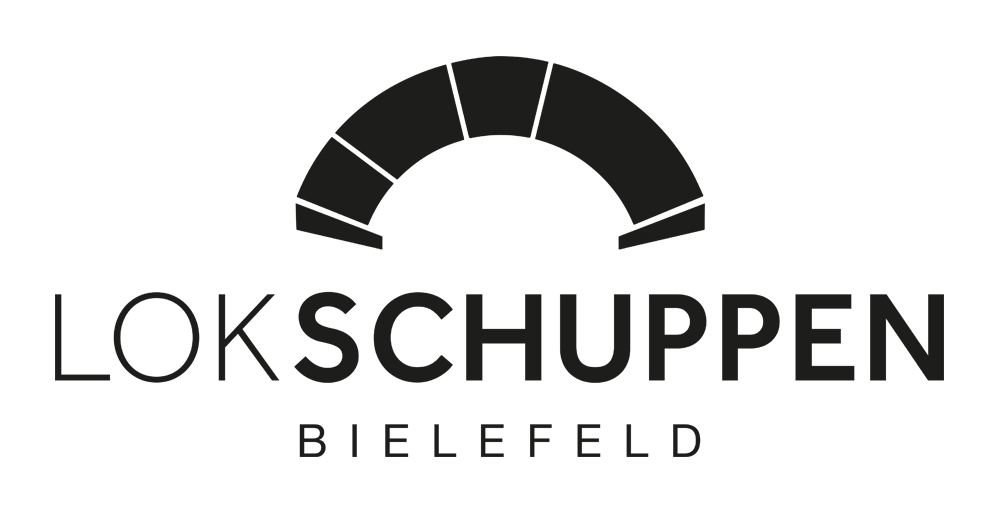
Logo

Der Lokschuppen verfügt in seinen verschiedenen Hallen insgesamt über ein Platzangebot von 3.200 m² für bis zu 3.000 Gäste. Überregional bekannt ist der Lokschuppen, resp. vor 2018 der Ringlokschuppen, für Konzerte nationaler und internationaler Künstler insbesondere aus den Musikgenres Hip-Hop, Rock, Pop und Techno. Neben öffentlichen Events wie Konzerte und Discoabende finden darüber hinaus nicht öffentliche Veranstaltungen wie Seminare, Tagungen, Messen, Kongresse, Firmenevents sowie private Feiern statt. Unter anderem trifft sich die Gründer-Szene aus ganz Europa alljährlich im Lokschuppen im Rahmen von „Hinterland of Things“, einer Digital-Konferenz der „Founders Foundation“, die als gemeinnütziges Ausbildungszentrum von der Bertelsmann Stiftung ins Leben gerufen wurde.
Mit 1 Live, dem Jugend-Hörfunksender des WDR, verbindet der Lokschuppen eine langjährige Kooperation hinsichtlich diverser Veranstaltungsformate wie das 1 Live Podcastfestival oder 1 Live Absolut Sektor. Ferner finden im Bielefelder Lokschuppen unter dem Label WDR 2 zahlreiche öffentliche Konzerte und Partys statt. Regelmäßige Kooperationspartner für unterschiedliche Events sind unter anderem der Hörfunksender Radio Bielefeld und der private Rockradio-Sender RADIO BOB.
Unter großem Medienecho fand im November 2023 die Verleihung des Musikpreises 1 Live Krone erstmalig im Lokschuppen Bielefeld statt. Auch die Jubiläumsveranstaltung 2024 zum 25-jährigen Bestehen des nationalen Radio-Awards erfolgte in der Bielefelder Eventlocation. Das Showevent rund um die Preisverleihung an etablierte Musiker und aussichtsreiche Newcomer der deutschen Pop- und Hip-Hop-Szene wird alljährlich live im TV und Radio sowie online übertragen.